# Stuart Craig
Norman Stuart Craig OBE (ur. 14 kwietnia 1942 w Norwich) – brytyjski scenograf filmowy. W 2003 roku został odznaczony OBE (Officer of the British Empire).

## Rodzina
Od 1965 jest żonaty z Patricią Stangroom, z którą ma dwójkę dzieci.

## Nagrody
- 1981 – Nagroda BAFTA dla najlepszej scenografii za film Człowiek słoń (The Elephant Man)
- 1981 – nominacja do Oscara dla najlepszej scenografii za film Człowiek słoń (The Elephant Man)
- 1983 – Oscar dla najlepszej scenografii za film Gandhi
- 1983 – nominacja do Nagrody BAFTA dla najlepszej scenografii za film Gandhi
- 1985 – nominacja do Nagrody BAFTA dla najlepszej scenografii za film Greystoke: Legenda Tarzana, władcy małp (Greystoke: The Legend of Tarzan, Lord of the Apes)
- 1987 – nominacja do Nagrody BAFTA dla najlepszej scenografii za film Misja (The Mission)
- 1987 – nominacja do Oscara dla najlepszej scenografii za film Misja (The Mission)
- 1989 – Oscar dla najlepszej scenografii za film Niebezpieczne związki (Dangerous Liaisons)
- 1990 – nominacja do Nagrody BAFTA dla najlepszej scenografii za film Niebezpieczne związki (Dangerous Liaisons)
- 1993 – nominacja do Nagrody BAFTA dla najlepszej scenografii za film Chaplin
- 1993 – nominacja do Oscara dla najlepszej scenografii za film Chaplin
- 1997 – nominacja do Nagrody BAFTA dla najlepszej scenografii za film Angielski pacjent (The English Patient)
- 1997 – Oscar dla najlepszej scenografii za film Angielski pacjent (The English Patient)
- 2002 – nominacja do Nagrody BAFTA dla najlepszej scenografii za film Harry Potter i Kamień Filozoficzny (Harry Potter and the Philosopher's Stone)
- 2002 – nominacja do Oscara dla najlepszej scenografii za film Harry Potter i Kamień Filozoficzny (Harry Potter and the Philosopher's Stone)
- 2003 – nominacja do Nagrody BAFTA dla najlepszej scenografii za film Harry Potter i Komnata Tajemnic (Harry Potter and the Chamber of Secrets)
- 2005 – nominacja do Nagrody BAFTA dla najlepszej scenografii za film Harry Potter i więzień Azkabanu (Harry Potter and the Prisoner of Azkaban)
- 2006 – Nagroda BAFTA dla najlepszej scenografii za film Harry Potter i Czara Ognia (Harry Potter and the Goblet of Fire)
- 2006 – nominacja do Oscara dla najlepszej scenografii za film Harry Potter i Czara Ognia (Harry Potter and the Goblet of Fire)

## Filmografia
- 1977 – O jeden most za daleko (A Bridge Too Far)
- 1978 – Superman
- 1980 – Człowiek słoń (The Elephant Man)
- 1982 – Gandhi
- 1984 – Greystoke: Legenda Tarzana, władcy małp (Greystoke: The Legend of Tarzan, Lord of the Apes)
- 1986 – Misja (The Mission)
- 1987 – Krzyk wolności (Cry Freedom)
- 1988 – Niebezpieczne związki (Dangerous Liaisons)
- 1990 – Ślicznotka z Memphis (Memphis Belle)
- 1992 – Chaplin
- 1993 – Tajemniczy ogród (The Secret Garden)
- 1993 – Cienista dolina (Shadowlands)
- 1996 – Mary Reilly
- 1996 – Miłość i wojna (In Love and War)
- 1996 – Angielski pacjent (The English Patient)
- 1998 – Rewolwer i melonik (The Avengers)
- 1999 – Notting Hill
- 2000 – Nazywał się Bagger Vance (The Legend of Bagger Vance)
- 2001 – Harry Potter i Kamień Filozoficzny (Harry Potter and the Sorcerer's Stone)
- 2002 – Harry Potter i Komnata Tajemnic (Harry Potter and the Chamber of Secrets)
- 2004 – Harry Potter i więzień Azkabanu (Harry Potter and the Prisoner of Azkaban)
- 2005 – Harry Potter i Czara Ognia (Harry Potter and the Goblet of Fire)
- 2007 – Harry Potter i Zakon Feniksa (Harry Potter and the Order of the Phoenix)
- 2009 – Harry Potter i Książę Półkrwi (Harry Potter and the Half-Blood Prince)